# Agelasticus
Agelasticus là một chi chim trong họ Icteridae.

## Các loài
- Agelasticus cyanopus (Vieillot, 1819)
- Agelasticus thilius (Molina, 1782)
- Agelasticus xanthophthalmus (Short, 1969)